# Diadromus troglodytes
Diadromus troglodytes là một loài tò vò trong họ Ichneumonidae.